# Spigelia fontellae
Spigelia fontellae är en tvåhjärtbladig växtart som beskrevs av Francisco Javier Fernández Casas. Spigelia fontellae ingår i släktet Spigelia och familjen Loganiaceae. Inga underarter finns listade i Catalogue of Life.